# Patrick Hughes (Regisseur)
Patrick Hughes (* 1978 in Australien) ist ein australischer Filmregisseur, Drehbuchautor, Filmeditor und Filmproduzent, der durch Kinofilme wie Red Hill, The Expendables 3 oder Killer’s Bodyguard international bekannt wurde.

## Leben
Patrick Hughes, geboren 1978 in Australien, ist seit dem Jahr 2000 im Filmgeschäft in verschiedenen Funktionen tätig. Unter anderem als Editor, Drehbuchautor oder Produzent, am Anfang noch für Kurzfilme wie The Director oder The Lighter, seit 2010 auch für die große Leinwand.
2010 inszenierte Hughes mit seinem australischen Action-Thriller Red Hill seine erste eigene Spielfilmproduktion in der Form eines modernen Western mit Ryan Kwanten, Steve Bisley und Tommy Lewis in den Hauptrollen, der beim Australian Film Institute eine Award-Nominierung für das beste Drehbuch erhielt und auch beim Film Critics Circle of Australia für den besten Schnitt nominiert war. Sylvester Stallone, der den Film gesehen hatte und ein großer Fan des Films war, engagierte Patrick Hughes daraufhin für seine prominent besetzte zweite Fortsetzung von The Expendables.
Während der Dreharbeiten zu The Expendables 3 im Jahr 2014 in Bulgarien arbeitete Hughes neben Schauspieler und Drehbuchautor Sylvester Stallone mit Stars wie Jason Statham, Jet Li, Dolph Lundgren, Arnold Schwarzenegger, Wesley Snipes, Antonio Banderas, Mel Gibson und Harrison Ford zusammen. 2017 inszenierte er mit Killer’s Bodyguard  für Netflix eine erfolgreiche Actionkomödie, deren Fortsetzung unter dem Titel Killer’s Bodyguard 2 2021 veröffentlicht wurde. Auch dort spielten Ryan Reynolds, Samuel L. Jackson und Salma Hayek wieder unter der Regie von Patrick Hughes. 2022 folgte die Actionkomödie The Man from Toronto.
Neben seiner Arbeit an Kurz- oder Spielfilmen arbeitete Hughes in der Vergangenheit auch immer wieder erfolgreich für Werbefilme.

## Auszeichnungen
- 2000: Australian-Film-Institute-Award-Nominierung in der Kategorie Best Editing in a Non-Feature Film für den Kurzfilm The Director
- 2001: Tropfest Festival 1. Preis für den Kurzfilm The Lighter
- 2011: Film-Critics-Circle-of-Australia-Awards-Nominierung für den Besten Schnitt für Red Hill
- 2012: Australian-Film-Institute-Award-Nominierung in der Kategorie Best Original Screenplay für den Spielfilm Red Hill

## Filmografie
Als Regisseur
- 2000: The Director (Kurzfilm)
- 2000: The Lighter (Kurzfilm)
- 2008: I Signs (Kurzfilm)
- 2010: Red Hill
- 2014: The Expendables 3
- 2017: Killer’s Bodyguard (The Hitman’s Bodyguard)
- 2021: Killer’s Bodyguard 2 (The Hitman’s Wife’s Bodyguard)
- 2022: The Man from Toronto

Als Drehbuchautor
- 2000: The Director (Kurzfilm)
- 2008: I Signs (Kurzfilm)
- 2010: Red Hill

Als Editor
- 2000: The Director (Kurzfilm)
- 2010: Red Hill

Als Filmproduzent
- 2000: The Director (Kurzfilm)
- 2010: Red Hill